# Hrabia Sydney
Baronowie Sydney 1. kreacji (parostwo Anglii)
- patrz: hrabiowie Leicester 4. kreacji

Wicehrabowie Sydney 1. kreacji (parostwo Anglii)
- patrz: hrabiowie Romney

Baronowie Sydney 2. kreacji (parostwo Wielkiej Brytanii)
- 1768–1774: Dudley Alexander Sydney Cosby, 1. baron Sydney

Baronowie Sydney 3. kreacji (parostwo Wielkiej Brytanii)
- 1783–1800: Thomas Townshend, 1. baron Sydney

Wicehrabiowie Sydney 2. kreacji (parostwo Wielkiej Brytanii)
- 1789–1800: Thomas Townshend, 1. wicehrabia Sydney
- 1800–1831: John Thomas Townshend, 2. wicehrabia Sydney
- 1831–1890: John Robert Townshend, 3. wicehrabia Sydney

Hrabiowie Sydney 1. kreacji (parostwo Zjednoczonego Królestwa)
- 1874–1890: John Robert Townshend, 1. hrabia Sydney